# Рокета ди Вара
Рокета ди Вара (итал. Rocchetta di Vara) је насеље у Италији у округу Ла Специја, региону Лигурија.
Према процени из 2011. у насељу је живело 149 становника. Насеље се налази на надморској висини од 220 м.

## Становништво
Према резултатима пописа становништва 2011. у општини је живело 785 становника.
| 1931. | 1936. | 1951. | 1961. | 1971. | 1981. | 1991. | 2001. | 2011. |
| ----- | ----- | ----- | ----- | ----- | ----- | ----- | ----- | ----- |
| 1.917 | 1.812 | 1.642 | 1.311 | 1.097 | 931   | 814   | 852   | 785   |